# سيمون ميسا سوتو
سيمون ميسا سوتو (بالإسبانية: Simón Mesa Soto)‏ هو كاتب سيناريو ومخرج كولومبي، ولد في 1996 في ميديلين في كولومبيا.

## وصلات خارجية
- سيمون ميسا سوتو على موقع IMDb (الإنجليزية)
- سيمون ميسا سوتو على موقع ألو سيني (الفرنسية)
- سيمون ميسا سوتو على موقع قاعدة بيانات الأفلام السويدية (السويدية)
- سيمون ميسا سوتو على موقع قاعدة بيانات الفيلم (الإنجليزية)
- سيمون ميسا سوتو على موقع كينوبويسك (الروسية)